# 阿米特·库马尔·米什拉
阿米特·库马尔·米什拉（英語：Amit Kumar Mishra，1980年6月19日—），印度外交官，曾任印度驻巴西圣保罗总领事、印度驻澳大利亚珀斯总领事、印度驻阿富汗赫拉特总领事等职务。

## 經歷
阿米特·库马尔·米什拉生於1980年6月19日。他畢業於贾伊·纳拉因·维亚斯大学，擁有植物學研究生文憑，專業方向是生物技術。
2004年加入印度外事服務部。2011年至2014年，在印度外交部擔任處理印度與美國關係的副處長。他曾在埃及、沙特阿拉伯、阿富汗、澳大利亞和巴西任職，處理政治、商業、教育、文化和僑民等事項：2014年2月至2016年1月，任印度駐赫拉特總領事。隨後，出任印度駐珀斯總領事。隨後於2019年6月至2022年7月，擔任印度駐聖保羅總領事。

## 個人生活
與妻子米娜克希（Meenakshi）育有一女。